# Wijdewormer
Wijdewormer est un village situé dans la commune néerlandaise de Wormerland, dans la province de la Hollande-Septentrionale. En 2007, le village comptait 1 610 habitants. Wijdewormer est situé dans le polder du même nom, asséché en 1626.

## Histoire
Wijdewormer a été une commune indépendante jusqu'au 1er janvier 1991. À cette date, la commune fusionne avec Wormer et Jisp pour former la nouvelle commune de Wormerland.